# Grevillea flexuosa
Grevillea flexuosa, conocida en sus lugares de origen como Zigzag Grevillea o Tangled Grevillea, es una especie en peligro de extinción que es endémica de  Australia Occidental.

## Características
Crece como un arbusto que alcanza los dos metros de altura con pocas ramas y sin tubérculo leñoso. Las flores son de color crema o amarillo y se producen en inflorescencias típicas de Grevillea en forma de "cepillo de dientes".

## Taxonomía
La especie fue anunciada como  Anadenia flexuosa por John Lindley en 1839 en su libro Sketch de la vegetación de la Colonia Swan River, basado en un material no específico. Lindley se refirió a ella como  "una singular especie, aliada de  A. pulchella, con curiosas hojas en zigzag". En 1845, Anadenia fue remitida a la sección de  Grevillea por Carl Meissner, y sus especies fueron así transferidas a Grevillea como Grevillea flexuosa (Lindl.) Meisn.. Desde entonces ha tenido una nada complicada historia taxonómica, con el único incidente siendo la publicación por George Bentham en 1870 de una variedad, G. flexuosa var. pauciloba, que era un sinónimo de G. synapheae.
Etimología
Grevillea, el nombre del género fue atribuido en honor de Charles Francis Greville, cofundador de la Real Sociedad de Horticultura.
flexuosa, epíteto derivado del latín que significa "flexible"

## Distribución
Se desarrolla solamente en pequeñas áreas del este de Perth, en la región biogeográfica de Jarrah Forest. El suelo del lugar es rojo-marrón arenoso sobre  laterita o granito.